# Tapaninkylä
Tapaninkylä (suédois : Staffansby) est un quartier d'Helsinki, la capitale finlandaise. Il appartient au district de Malmi.

## Description

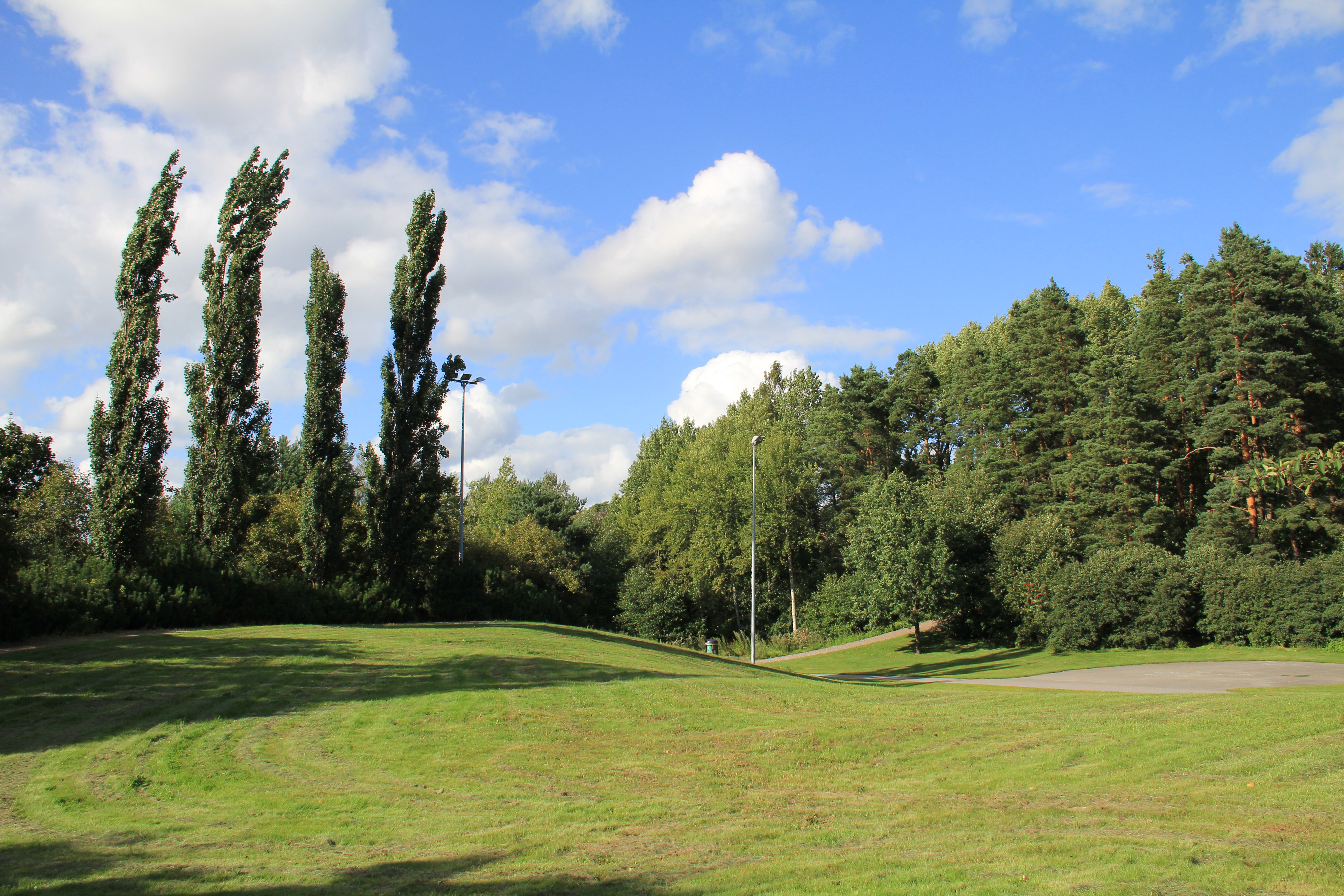
Parc Hiidenkivi.

Le quartier de Tapaninkylä (en finnois : Tapaninkylän kaupunginosa) a 13500 habitants (au 1.1.2008) et offre 1334 emplois(fin 2005). 
Tapaninkylä a une superficie de 3,86 km2.
Tapaninkylä se trouve sur la rive est du fleuve Vantaanjoki et au nord de Malmi.
Tapaninkylä est composé de deux sections, qui sont Tapaninvainio (environ 8 000 habitants) et Tapanila (5 600 habitants).

## Galerie

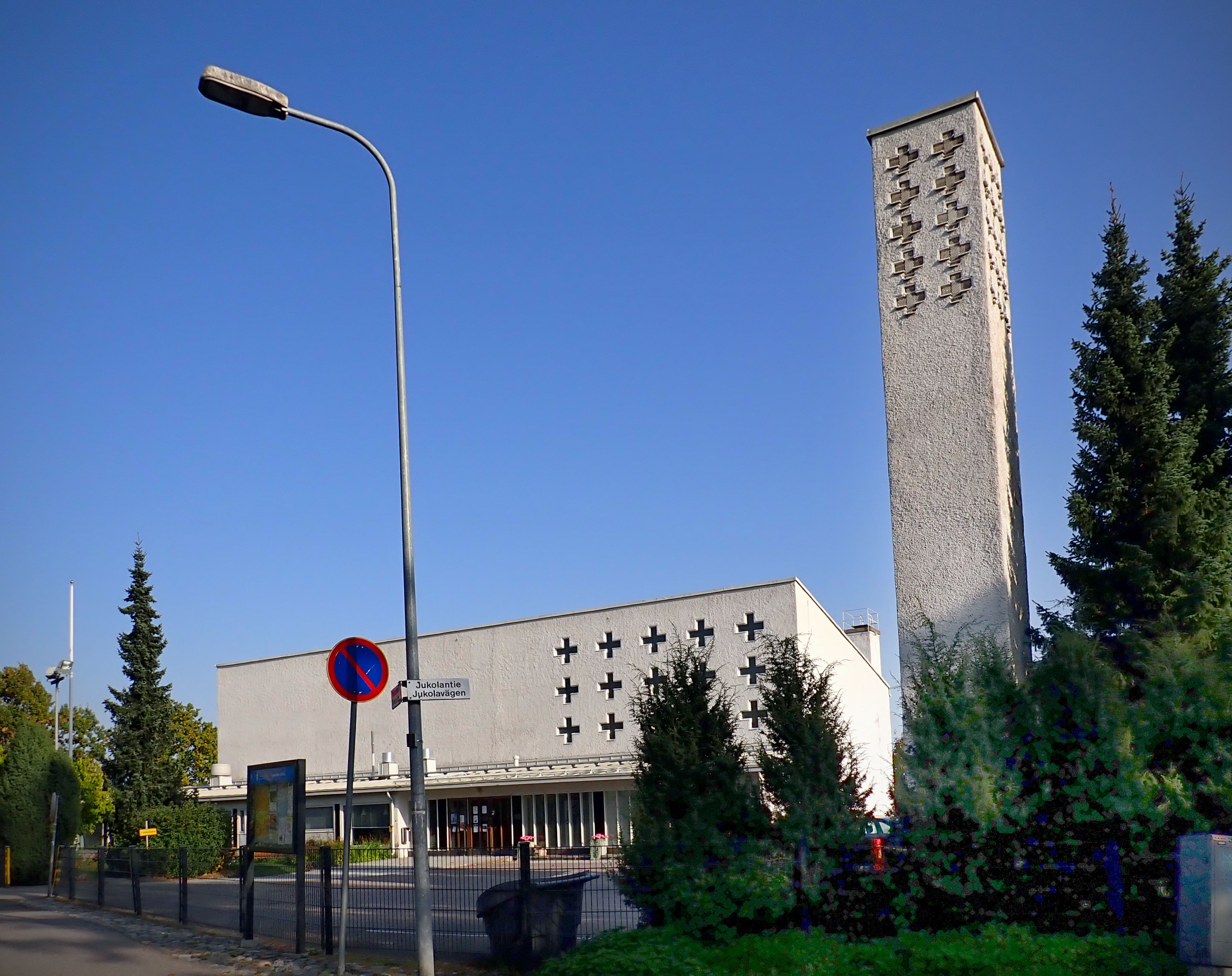
Église de Tapanila.
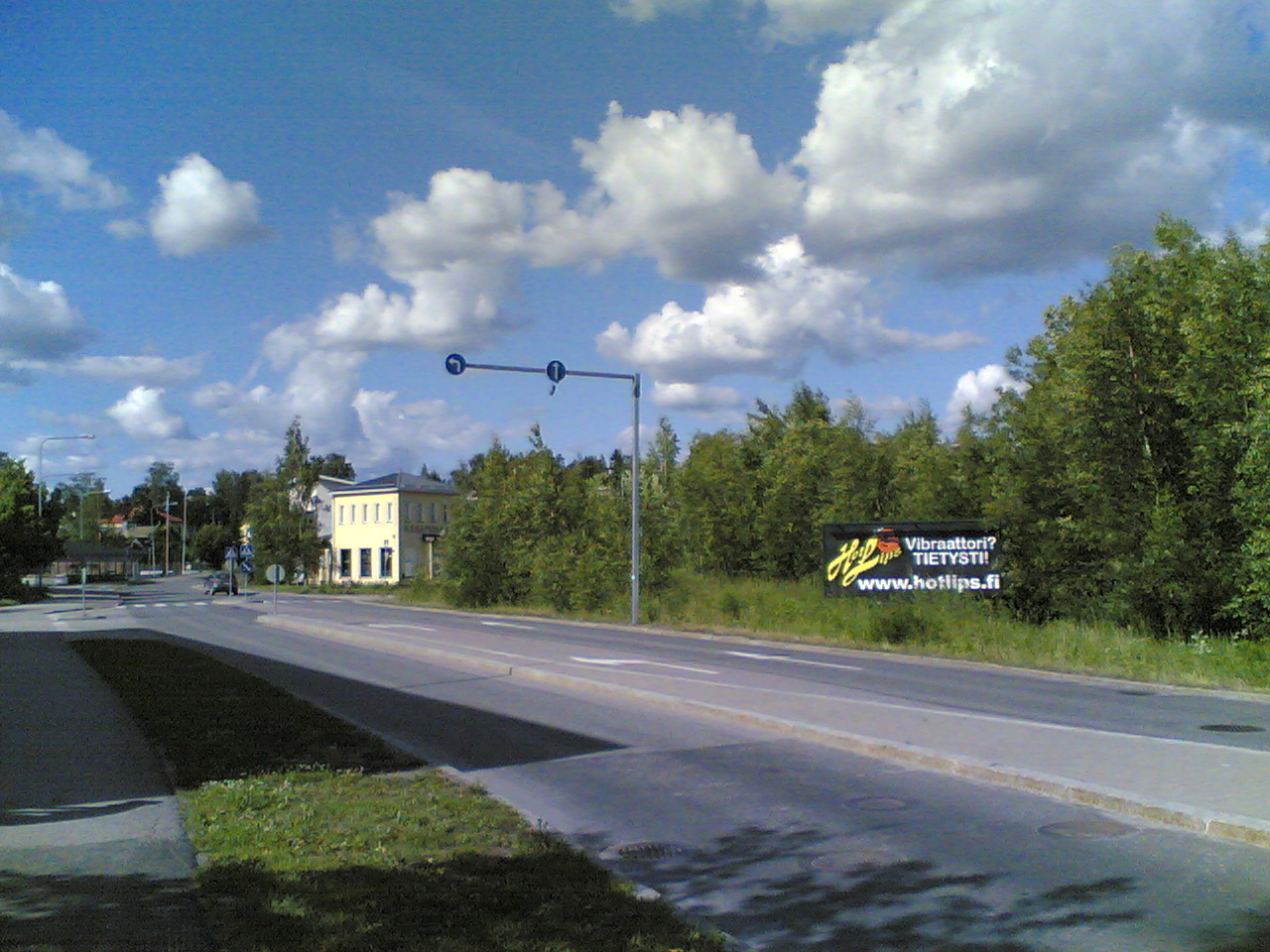
Malmin kauppatie.
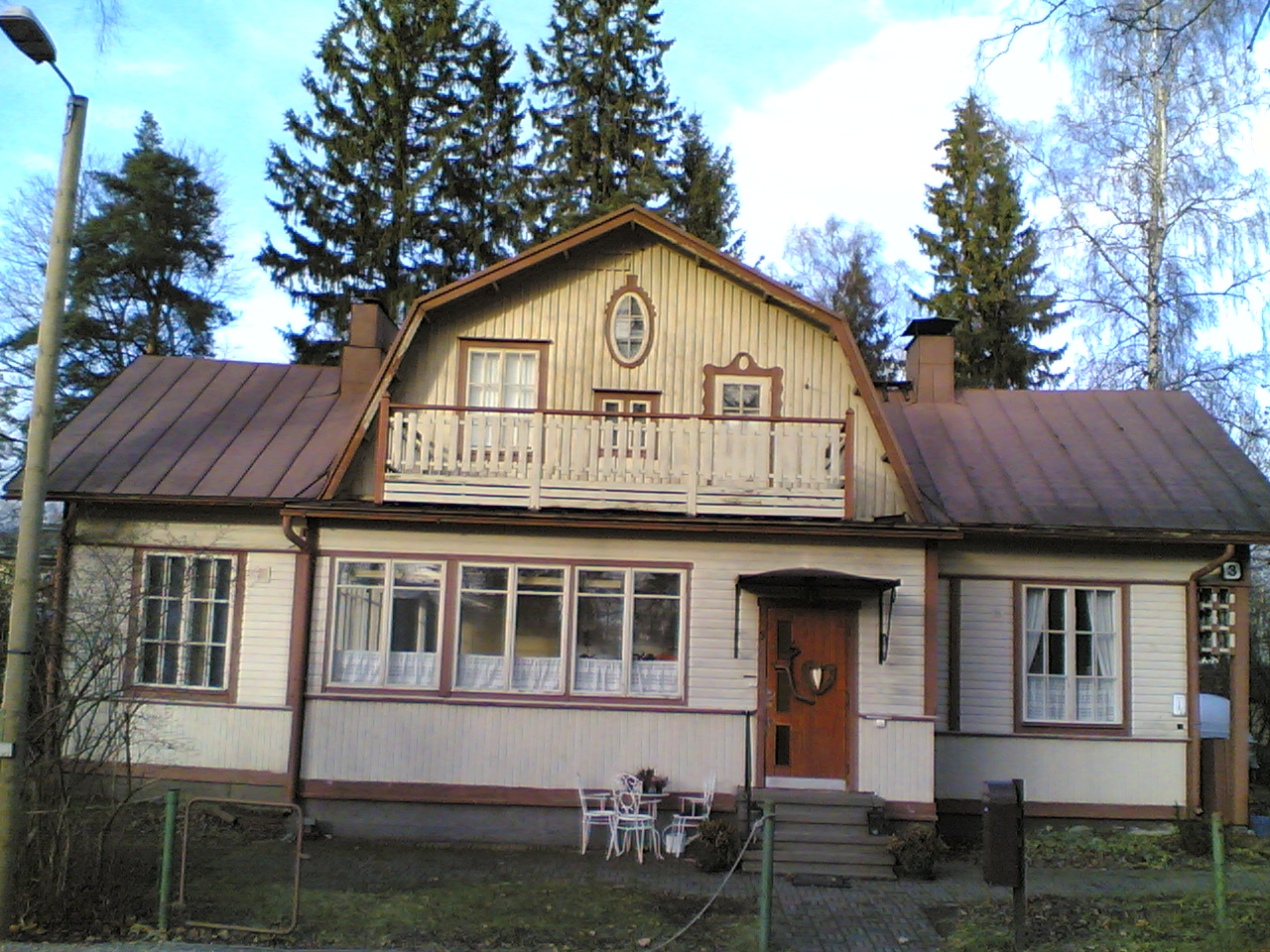
Päivölänkuja 3.
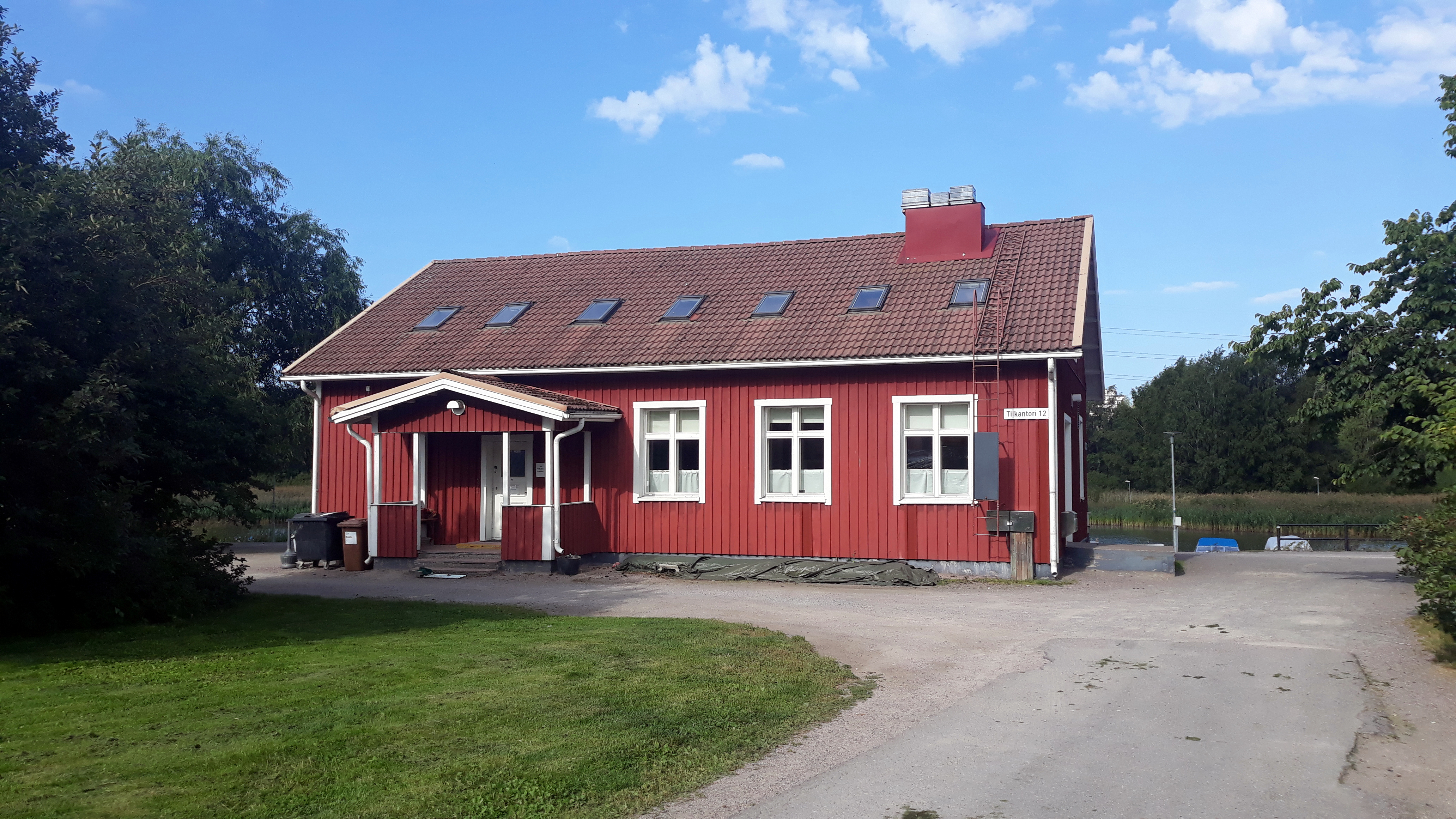
Gare de Tapanila.